# Miss Ucraina

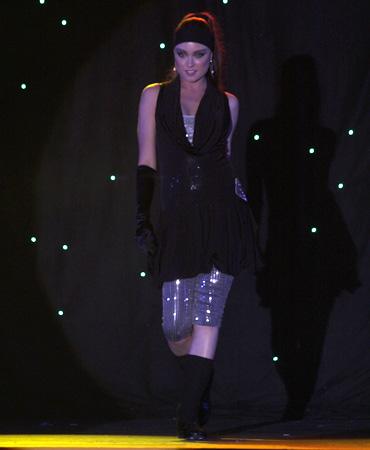
Iryna Zhuravska, Miss Ucraina 2008.

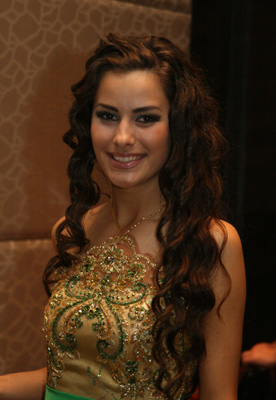
Lika Roman, Miss Ucraina 2007.

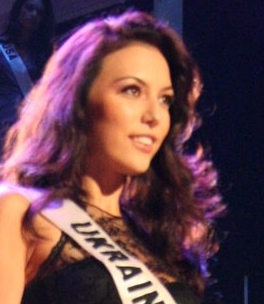
Lyudmila Bikmullina, Miss Universo Ucraina 2007.

Miss Ucraina (Міс Україна) è un concorso di bellezza femminile che si tiene annualmente in Ucraina, organizzato per la prima volta nel 1991.
La prima Miss Ucraina della storia è stata la diciottenne Ol'ha Ovčarenko/Rechdouni, studentessa universitaria, in seguito giunta sino alle semifinali di Miss URSS, e seconda classificata a Miss Kiev 1990.
L'evento annuale si tiene a Kiev in primavera o estate nel Palazzo Nazionale. Il concorso si svolge fra ventisei candidate, e la vincitrice riceve una corona del valore di 500.000 dollari, consegnata dall'ex detentrice del titolo.
Miss Ucraina Universo (Міс Україна Всесвіт) è invece un concorso parallelo a Miss Ucraina, istituito nel 2006 nel quale viene scelta la rappresentante ucraina per Miss Universo.

## Albo d'oro

### Miss Ucraina
| Anno | Nome                   | Età | Luogo di nascita | Finaliste                                                     | Scelta del pubblico       |
| ---- | ---------------------- | --- | ---------------- | ------------------------------------------------------------- | ------------------------- |
| 1990 | Julija Šestopalova     |     | Mykolaïv         |                                                               |                           |
| 1991 | Ol'ha Ovčarenko        |     |                  |                                                               |                           |
| 1992 | Oksana Sabo            | 26  | Kropyvnyc'kyj    |                                                               |                           |
| 1993 | Iryna Barabaš          |     |                  |                                                               |                           |
| 1994 | Terezija Lazarenko     |     |                  |                                                               |                           |
| 1995 | Vlada Kerdina          |     |                  |                                                               |                           |
| 1996 | Natalija Švačko        |     |                  |                                                               |                           |
| 1997 | Oksana Kuz'menko       |     | Kiev             |                                                               |                           |
| 1998 | Olena Spirina          |     |                  |                                                               |                           |
| 1999 | Ol'ha Savyns'ka        |     | Charkiv          |                                                               |                           |
| 2000 | Julija Lineva          |     |                  |                                                               |                           |
| 2001 | Oleksandra Nikolajenko | 20  | Odessa           |                                                               |                           |
| 2002 | Olena Stohniy          |     | Kiev             | Iryna Udovenko                                                |                           |
| 2003 | Ilona Jakovljeva       |     | Charkiv          |                                                               |                           |
| 2004 | Lesja Matvjejeva       |     | Kiev             |                                                               |                           |
| 2005 | Julija Pinčuk          |     | Novovolynsk      | cinque contendenti                                            |                           |
| 2006 | Ol'ha Šylovanova       |     | Charkiv          | sei contendenti                                               |                           |
| 2007 | Lilia Roman (Lika)     | 22  | Užhorod          | Hanna Hab (Čerkasy) Halyna Andrejeva (Odessa)                 | Halyna Andrejeva (Odessa) |
| 2008 | Iryna Žuravs'ka        | 18  | Kiev             | Oksana Ostrovska (Kiev) Tetyana Neustujeva (Boryslav)         | Hanna Lapenko (Luhans'k)  |
| 2009 | Jevhenija Tul'čevs'ka  | 20  | Dnipropetrovs'k  | Anastasija Senina (Charkiv) Evelina Voloshyn (Alchevsk)       | Iryna Poslavska (Odessa)  |
| 2010 | Kateryna Zacharčenko   | 21  | Odessa           | Natalya Sytnikova (Kramatorsk) Julija Stratehopulo (Vinnycja) | Hanna Rybakova (Odessa)   |
| 2011 | Jaroslava Kurjača      | 19  | Vinnycja         |                                                               |                           |
| 2012 | Karyna Žyronkina       | 21  | Charkiv          |                                                               |                           |
| 2013 | Anna Zajačkivska       | 21  | Ivano-Frankivs'k |                                                               |                           |

### Miss Ucraina Universo
| Anno | Nome                 |
| ---- | -------------------- |
| 2006 | Inna Cymbaljuk       |
| 2007 | Ljudmyla Bikmullina  |
| 2008 | Eleonora Masalab     |
| 2009 | Chrystyna Koc-Gotlib |
| 2010 | Hanna Poslavs'ka     |
| 2011 | Olesja Stefanko      |
| 2012 | Anastasija Černova   |

### Miss Ucraina Terra
| Anno | Nome                 |
| ---- | -------------------- |
| 2005 | Jevhenija Rudenko    |
| 2006 | Karyna Charčynska    |
| 2007 | Halyna Andrjejeva    |
| 2008 | Ol'ha Bilousova      |
| 2009 | Karyna Holovata      |
| 2010 | Valentyna Žytnyk     |
| 2011 | Chrystyna Oparina    |
| 2012 | Jevhenija Prokopenko |